# Beat Factory
Beat Factory (eine andere variante: BeatFactory und Beatfactory) war ein deutsches Trance/Hands up-Projekt, zu dem Special D. (Dennis Horstmann), DJ Oliver Schwab (Oliver Schwab), DJ Lawless (Marco Walter) und DJ Stacccato (Tobias Bosch) gehören.

## Karriere
Seine erste Single, Music, veröffentlichte das Projekt im Jahr 2002 auf dem Label Eastwest. Im selben Jahr veröffentlichte die Band auf dem Label Auenland Music ihre zweite Single Nothings Gonna Change My Love 4 U unter dem Pseudonym BeatFactory. Im Jahr 2003 veröffentlichte die Band gemeinsam mit dem Musikproduzenten Lenzi bei Storm Records und Auenland Music die Single How Old Are You? im Stil von Eurodance,  danach Take On Me 2003 bei Auenland Music. Nach langer Zeit veröffentlichten sie 2005 gemeinsam mit dem Musikproduzenten Massiv 4 bei Kontor Records die Single Sugar, Sugar. Es folgten What's Up? (veröffentlicht bei Storm Records 2007) und Innocent (ebenfalls veröffentlicht bei Storm Records 2007).

## Diskografie

### Singles
als Beat Factory
- 2002: Music
- 2003: How Old Are You? (feat. Lenzi)

als BeatFactory
- 2003: Nothings Gonna Change My Love 4 U
- 2003: Take On Me 2003
- 2005: Sugar, Sugar (feat. Massiv 4)

als Beatfactory
- 2007: Innocent
- 2007: What's Up?